# براندون غوميز
براندون غوميز (بالإنجليزية: Brandon Gomes)‏ هو لاعب كرة قاعدة أمريكي، ولد في 15 يوليو 1984 في فول ريفر في الولايات المتحدة.

## وصلات خارجية
- براندون غوميز على موقع دوري كرة القاعدة الرئيسي (الإنجليزية)
- براندون غوميز على موقعبيزبول رفرنس.كوم (الدوري الرئيسي) (الإنجليزية)
- براندون غوميز على موقعبيزبول رفرنس.كوم (الدوري الثانوي) (الإنجليزية)
- براندون غوميز على موقع إي إس بي إن.كوم (أم.أل.بي) (الإنجليزية)
- براندون غوميز على موقع مشجعي الرسوم البيانية (الإنجليزية)